# Santa Maria de Toralla

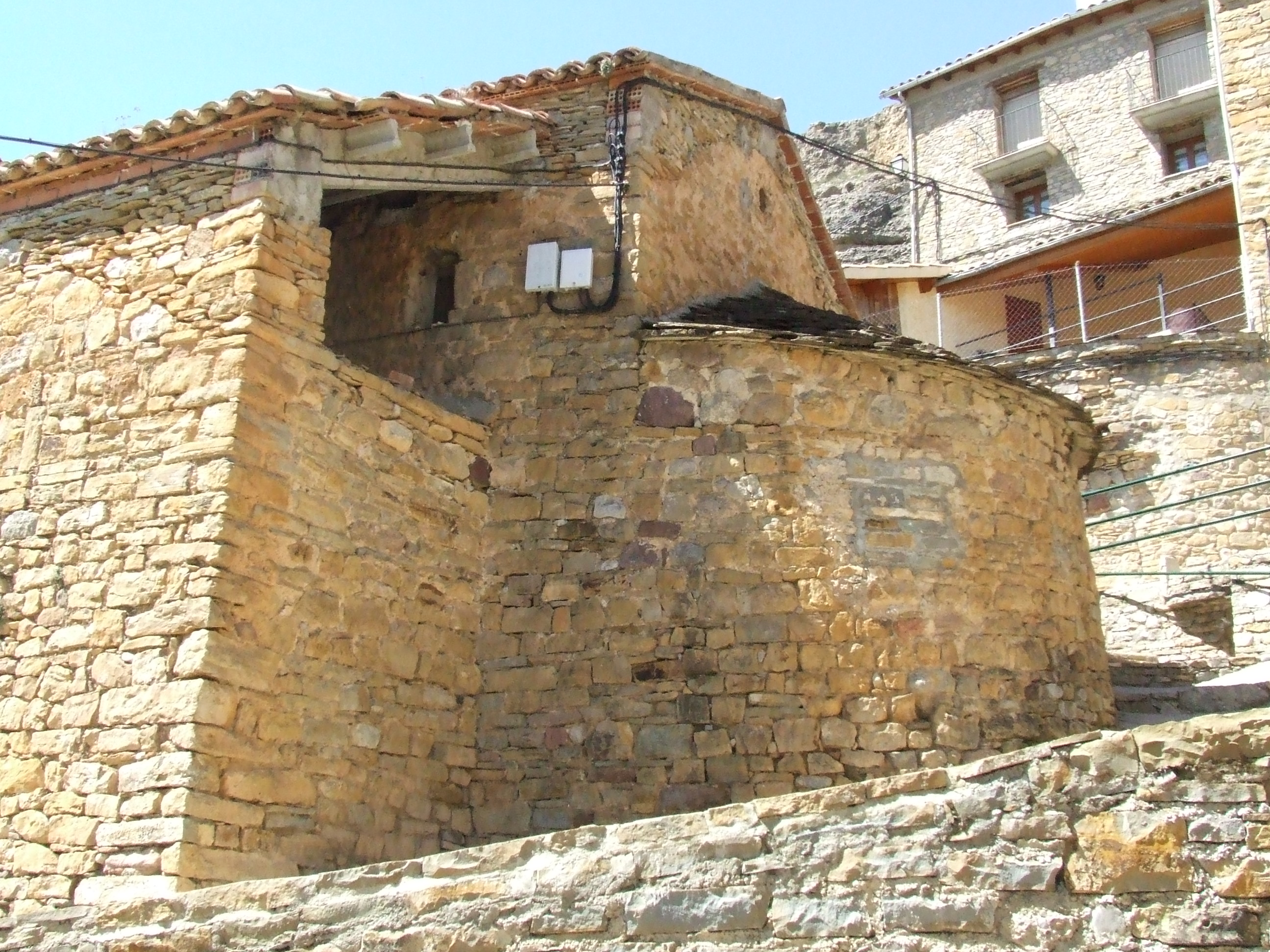
Capçalera de Santa Maria de Toralla

Santa Maria de Toralla, és l'església parroquial romànica del poble de Toralla, pertanyent al municipi de Conca de Dalt, al Pallars Jussà. Fins al 1969 formava part del terme municipal de Toralla i Serradell.
L'església parroquial de santa Maria ha tingut diverses advocacions al llarg de la història. La més antiga que es coneix és la de santa Magdalena: consta així el 1314, mentre que el 1758 apareix dedicada a Nostra Senyora dels Àngels. El 1904 ja consta amb el patronatge de santa Maria. Centrava una agrupació parroquial que tenia com a sufragànies Sant Martí de Torallola i Sant Cristòfol de Puimanyons. En l'actualitat està agrupada a la parròquia de la Pobla de Segur.
És una església petita, d'una sola nau sobrealçada modernament, amb absis semicircular a llevant. Té un campanar d'espadanya a la façana de ponent. L'absis, fet de carreus irregulars formant filades regulars, és la part original romànica de l'edifici. Conserva la coberta de lloses original.